# ارگاس
ارگاس (به اسپانیایی: Orgaz) یک شهرستان در اسپانیا است که در استان تولدو واقع شده‌است.

## خصوصیات
ارگاس ۱۵۴ کیلومترمربع مساحت و ۲٬۸۰۴ نفر جمعیت دارد و ۷۴۴ متر بالاتر از سطح دریا واقع شده‌است.